# Llengües del Brasil

Territori del Brasil a l'Amèrica del Sud

La llengua oficial del Brasil és el portuguès, idioma que és parlat i escrit per la immensa majoria de la població. El portuguès és la llengua usada per les institucions d'ensenyament, en els mitjans de comunicació i en els negocis. El Brasil és l'únic país de llengua portuguesa d'Amèrica.
L'Institut del Patrimoni Històric i Artístic Nacional, ens públic encarregat del manteniment i divulgació del patrimoni material i immaterial del Brasil, va crear el 2010 l'Inventari Nacional da Diversitat Linguística per conservar totes les llengües parlades al país.

## Portuguès brasiler

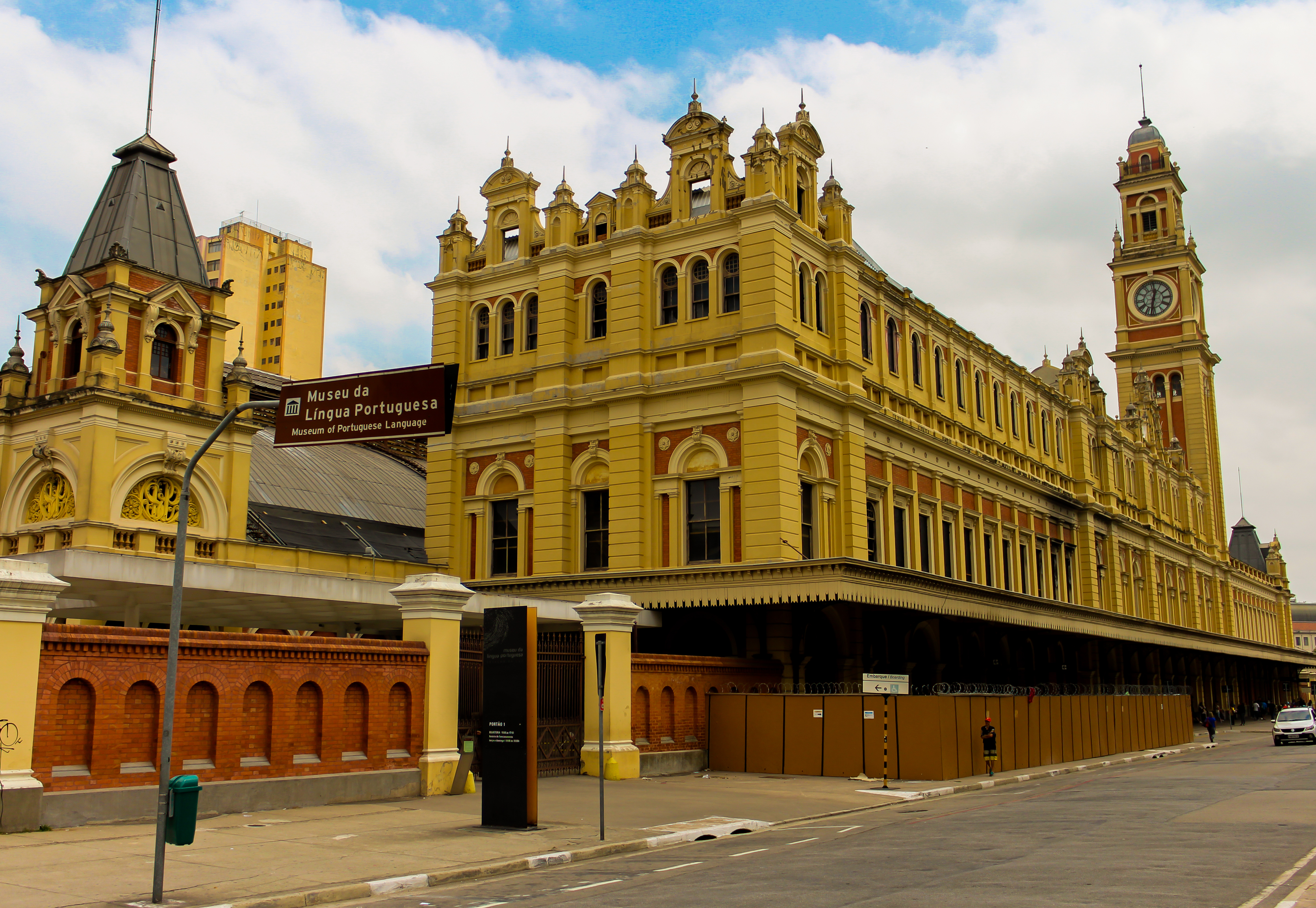
Museu de la Llengua Portuguesa, a São Paulo.

L'idioma parlat i escrit al Brasil és parcialment diferent de l'utilitzat a Portugal i als altres països lusòfons. Per raó de les diferències geogràfiques i culturals entre el Brasil i Portugal, i també de les diferents polítiques lingüístiques construïdes pels dos països al llarg dels anys, el portuguès brasiler i el portuguès europeu no han evolucionat de manera uniforme. Hi ha divergències entre les normes cultes de les dels variants de la llengua, sobretot en la fonètica, l'ortografia i el sistema pronominal. Així i tot, aquestes diferències no dificulten la comprensió mútua.
El portuguès brasiler ha sigut preeminentment influenciat per llengües indígenes i africanes. Això n'ha enriquit el vocabulari, principalment en àmbits com biologia, gastronomia, música i religió. També es percep diferències fonètiques entre les regions on hi ha major presència de descendents, caboclos o mulats. A més, hi ha diverses variacions dialectals internes en el portuguès brasiler, que es relacionen sobretot a les diferències regionals i socials.
Des de 2002, la llengua de signes brasilera (Língua brasileira de sinais o Libras) té la consideració de mitjà de comunicació legal en el país i se'n garanteix el dret de les persones amb discapacitat auditiva a rebre educació pública i a l'atenció en el Servei Públic de Salut. El 2005 es va tramitar una llei que garantia l'ús de Libras en tot el sistema judicial i en les entitats de l'administració pública federal. L'any 2021 es va iniciar el tràmit al Senat del Brasil per votar una esmena a la Constitució per elevar-la a la categoria de llengua oficial de la nació.

## Llengües indígenes

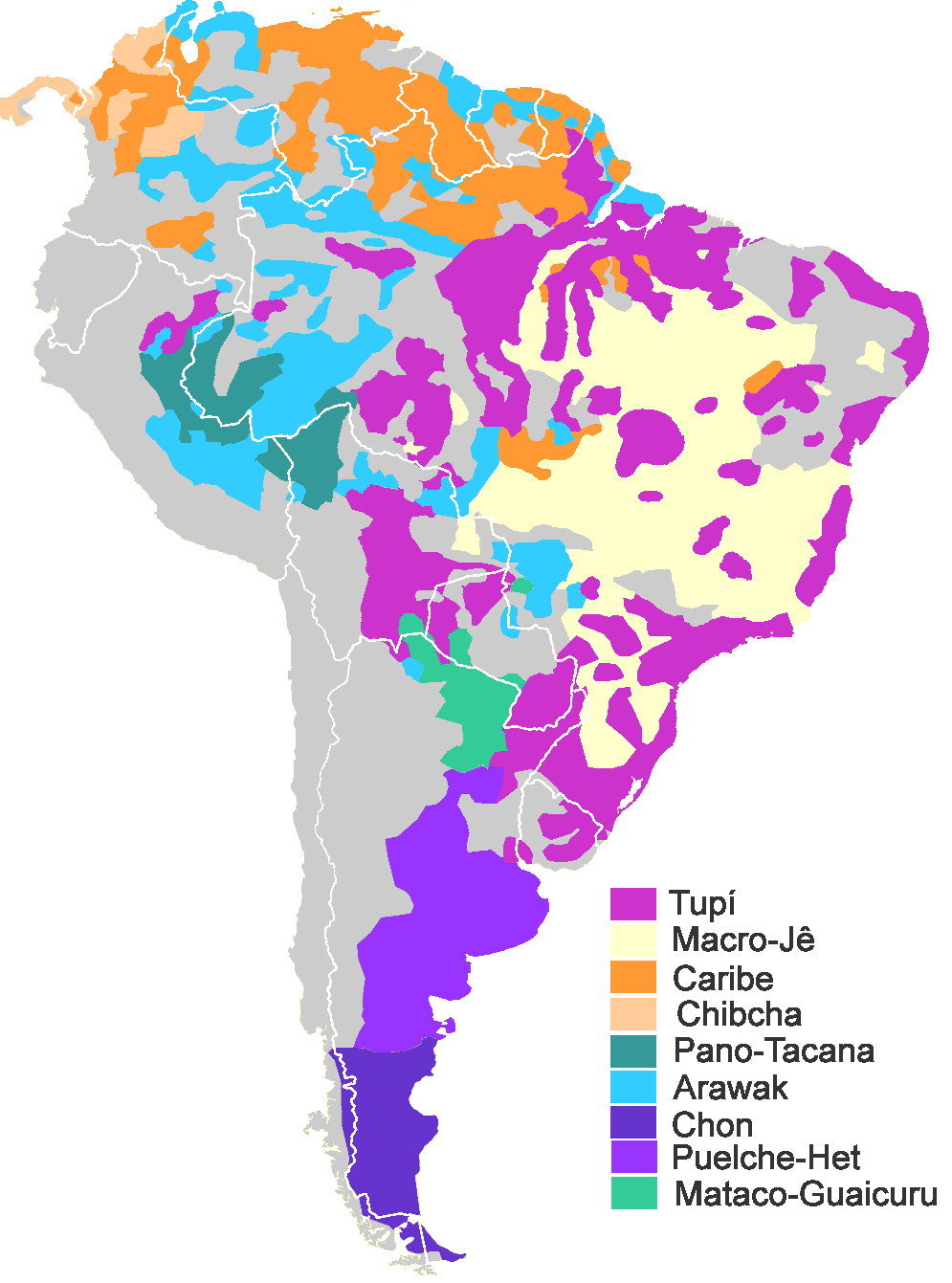
Llengües indígenes d'Amèrica del Sud (el mapa no inclou les famílies quítxua i aimara).

En la primera etapa de la colonització, les llengües indígenes eren parlades fins i tot pels portuguesos, que van adoptar un idioma mixt basat en la llengua tupí. Va ser parlada per gairebé tots els habitants de l'interior del Brasil i fou coneguda com a "!llengua general" (lingua geral). No obstant això, el segle xviii, la llengua portuguesa es va fer oficial al Brasil, amb la qual cosa aquesta llengua comuna ha gairebé desaparegut. Al llarg dels segles, els indis van ser exterminats o van adaptar-se a la cultura dels colons, amb això, centenars dels seus idiomes van anar desapareixent. Actualment, els idiomes indígenes es parlen sobretot en el Nord i Centre-Oest. Les llengües més parlades són del tronc tupí-guaraní.
S'estima que es parlaven més de mil llengües al Brasil quan el territori va ser explorat pels europeus. Estudis publicats als anys noranta, calculaven que la xifra s'havia reduït a 150 llengües nadiues, més una trentena de llengües provinents de l'exterior. D'aquestes, poc més d'una vintena tenen més de 1000 parlants; mentre que hi ha més de 40 idiomes amb menys de 100 parlants. D'altra banda, el cens oficial de 2010 elevava la xifra de llengües indígenes parlades al país a 274.
Segons les dades d'aquell cens, menys de 900.000 brasilers parlaven llengües indígenes. Les més emprades eren: ticuna, macuxi, terêna i kaingang.

## Llengües africanes

Principals regions africanes de captura i comerç d'esclaus.

El Brasil va allargar el comerç atlàntic d'esclaus més que cap altre país, ja que fou l'últim en abolir l'esclavitud. L'arribada de mà d'obra esclava al territori brasiler va ser contínua i especialment intensa en tot el litoral nord-est. Eren majoritàriament iorubes, ewes o bantus. Les estadístiques mostren que, en l'actualitat, més de la meitat de la població brasilera és afrodescendent, no obstant, cap llengua africana va arribar a consolidar-s'hi.
Els terratinents posaven molta cura en diversificar l'origen dels esclaus que adquirien. D'aquesta manera, en les senzales s'hi trobaven africans de nacions, ètnies i idiomes diferents. La finalitat era dificultar la comunicació entre ells, forçant-los a aprendre el portuguès, posant traves a possibles motins i intents de fuga. Els esclaus eren castigats si parlaven en les seves llengües, per tant tampoc podien ensenyar-les als seus fills. En canvi, eren catequitzats i estaven obligats a participar de misses cristianes, en portuguès.
Amb el pas del temps, aquestes llengües van quedar reduïdes a l'àmbit ritual –que practicaven en la clandestinitat. També s'emprava en comunitats quilomboles, formades en la seva majoria per esclaus fugitius, sense cap supervisió de l'home blanc. En l'actualitat, exceptuant diversos himnes i oracions de les religions afrobrasileres, l'aportació africana a la llengua es limita a vocabulari específic d'àmbits com la cuina, la música o les plantes, que acompanyaven els esclaus en la travessia de l'Atlàntic.

## Altres llengües

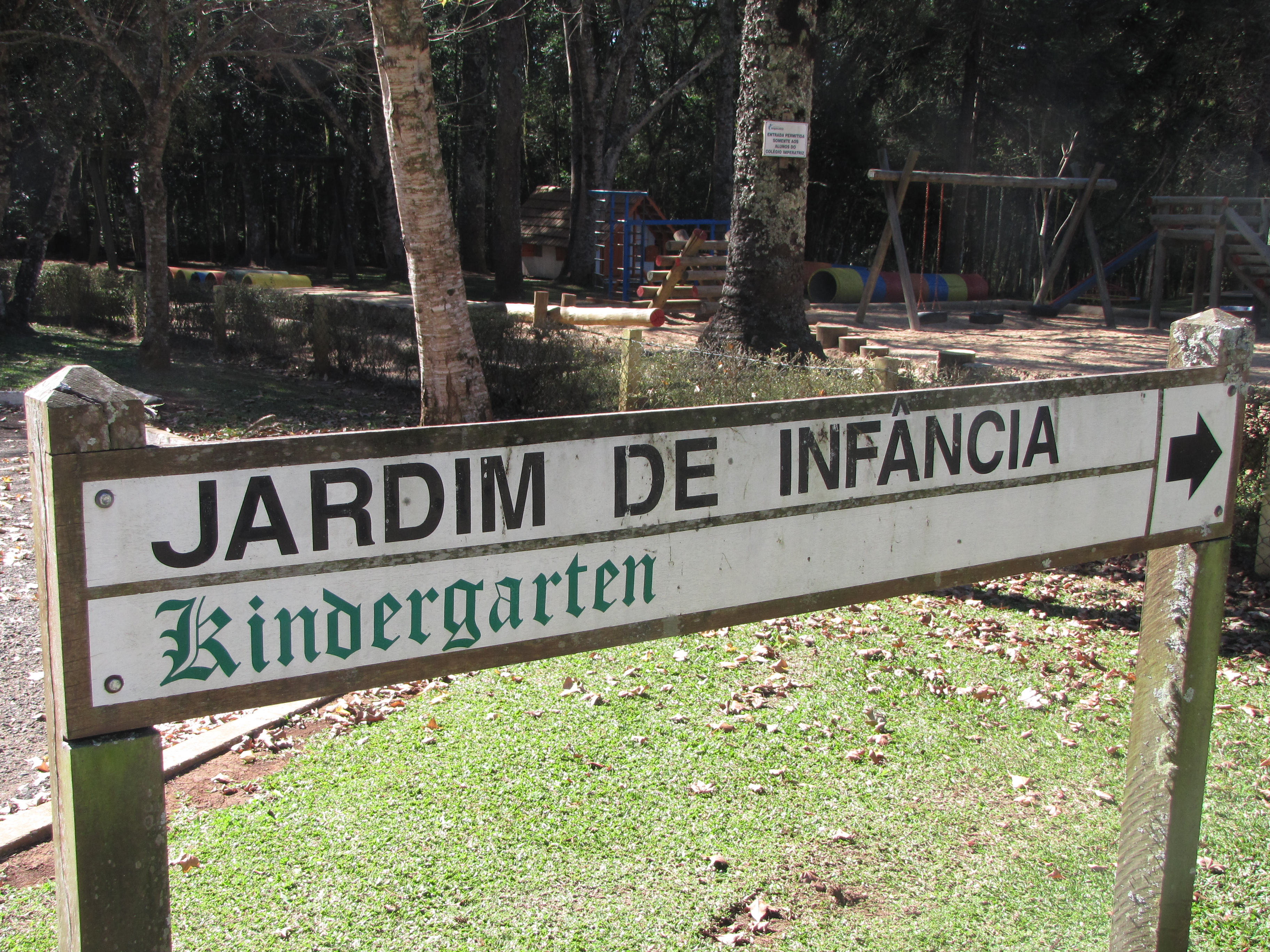
Senyalització bilingüe a Guarapuava, Paraná.

A més de les llengües pròpies, al Brasil s'hi parlen altres idiomes al·lòctons per les fortes onades migratòries que es van assentar al país entre el segle xix i principis del xx. És el cas del castellà, l'alemany, l'italià o el japonès. No obstant, el govern dictatorial de l'era Vargas va prohibir l'ensenyament en cap idioma que no fos el portuguès i això va fer reduir dràsticament l'ús social de les altres llengües. Actualment, en les escoles brasileres, comunament s'estudia com a llengües estrangeres el castellà i l'anglès. El departament d'educació del Govern de l'Estat d'Amapá va incloure el francès en el seu currículum escolar, al ser limítrof amb la Guaiana Francesa.
Al Brasil també es parlen dialectes europeus en algunes poblacions del Brasil meridional, com ara el hunsrückisch i el talian (o vènet brasiler), d'origen alemany i italià, respectivament. També trobem el cas del portunyol, creat en la convivència entre el castellà i el portuguès a la frontera entre el Brasil i l'Uruguai o amb el Paraguai.